# Проспект (Кентуккі)
Проспект (англ. Prospect) — місто (англ. city) в США, в округах Джефферсон і Олдем штату Кентуккі. Населення — 4592 особи (2020).

## Географія
Проспект розташований за координатами 38°20′45″ пн. ш. 85°36′38″ зх. д. / 38.34583° пн. ш. 85.61056° зх. д. (38.345882, -85.610559).  За даними Бюро перепису населення США в 2010 році місто мало площу 10,11 км², з яких 9,92 км² — суходіл та 0,19 км² — водойми.

## Демографія
Згідно з переписом 2010 року, у місті мешкало 4698 осіб у 1857 домогосподарствах у складі 1459 родин. Густота населення становила 465 осіб/км².  Було 1990 помешкань (197/км²).
Расовий склад населення:
| - 91,3 % — білих - 3,6 % — чорних або афроамериканців - 3,6 % — азіатів |

До двох чи більше рас належало 1,1 %. Частка іспаномовних становила 2,0 % від усіх жителів.
За віковим діапазоном населення розподілялося таким чином: 22,6 % — особи молодші 18 років, 58,9 % — особи у віці 18—64 років, 18,5 % — особи у віці 65 років та старші. Медіана віку мешканця становила 49,1 року. На 100 осіб жіночої статі у місті припадало 95,7 чоловіків;  на 100 жінок у віці від 18 років та старших — 93,6 чоловіків також старших 18 років.
Середній дохід на одне домашнє господарство  становив 189 803 долари США (медіана — 122 731), а середній дохід на одну сім'ю — 224 921 долар (медіана — 161 250). Медіана доходів становила 127 321 долар для чоловіків та 61 200 доларів для жінок. За межею бідності перебувало 3,2 % осіб, у тому числі 1,5 % дітей у віці до 18 років та 2,9 % осіб у віці 65 років та старших.
Цивільне працевлаштоване населення становило 2446 осіб. Основні галузі зайнятості: освіта, охорона здоров'я та соціальна допомога — 28,0 %, науковці, спеціалісти, менеджери — 17,9 %, фінанси, страхування та нерухомість — 14,0 %.